# Bauduen
Bauduen är en kommun i departementet Var i regionen Provence-Alpes-Côte d'Azur i sydöstra Frankrike. Kommunen ligger i kantonen Aups som tillhör arrondissementet Brignoles. År 2022 hade Bauduen 318 invånare.

## Befolkningsutveckling
Antalet invånare i kommunen Bauduen
| Referens: INSEE |